# Georgij Pinchasov
Georgij Pinchasov (rusky: Георгий Пинхасов nebo Гарик Пинхасов) (* 12. srpna 1952, Moskva) je současný ruský novinářský fotograf, držitel mezinárodních ocenění a také člen legendární fotografické agentury Magnum Photos

## Život a dílo
| „                   | Fotograf musí utéci před vlastním stereotypem a stylem. | “ |
| — Georgij Pinchasov |                                                         |   |

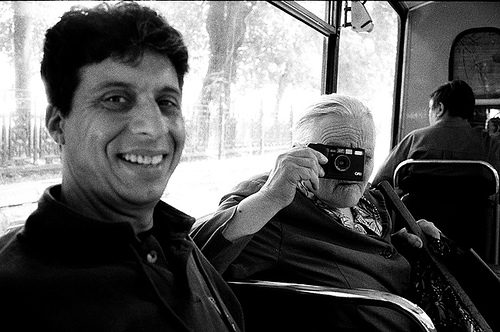
Igor Muchin: Georgij Pinchasov, 1998

Narodil se v roce 1952 v Moskvě. O fotografování se začal zajímat již ve škole. Po univerzitě Pinchasov nejdříve vstoupil do Moskevského institutu kinematografie a zároveň fotografoval pro studio Mosfilm. Později pracoval jako nezávislý fotograf. V roce 1978 vstoupil do Moskevské Unie grafického Umění (fotografování) a stal se nezávislým umělcem. Jeho fotografie se proslavily také díky významnému ruskému filmovému režisérovi Andreji Tarkovskému, který požádal Georgije Pinchasova, aby dokumentoval jeho film Stalker (1979). 

V roce 1985 se přestěhoval do Paříže, o tři roky později vstoupil do agentury Magnum Photos, kterou založil legendární Henri Cartier-Bresson. Pracuje pravidelně pro mezinárodní tisk, zejména pro Geo, Actuel a magazín New York Times.
Ve své knize s názvem Sightwalk rozmýšlí a medituje nad nejmenšími detaily, sleduje specifické druhy světla, a často se blíží abstrakci.
| „                   | Musíte okamžitě myslet ve stylu, ve kterém budete fotografovat. Pokud se vám líbí odstíny šedé, pokuste se, aby to nebyla bílá. A dělejte to, k čemu Vás vede duše. Fotografovat je třeba spontánně, již při stisku spouště myslet, nebo ještě lépe - meditovat. Ve fotografii musí hrát hlavní roli fenomén rozluštěné hádanky. Prostor snímku se může stát kosmem. | “ |
| — Georgij Pinchasov | |   |

## Ocenění
- 1995 Bourse de la Ville de Paris
- 1993 World Press Photo (kategorie uměleckých ocenění)
- 1993 Společnost Sport Design Award of Excellence, USA

## Samostatné výstavy
- 2008 Jen světlo podobné centrum of Contemporary Art, Vinzavod, Moskva
- 2007 L'Image d'après, Cinémathèque française, Paříž, Francie
- 1988 Centrum fotografie, Ženeva, Švýcarsko
- 1988 Asie Centrale – Galerie Picto, Paříž, Francie
- 1987 Cité internationale des arts, Paříž, Francie
- 1979 Maison des hommes de lettres, Moskva, Rusko
- 1979 prohlídka v Kiek de Kokova, Tallinn, Estonsko

## Knihy George Pinchasova
- 2006 Nordmeer, Mare, Německo
- 2000 (?) Une promenádě à la Défense
- 1998 Sightwalk, Phaidon Press, UK

| „                   | Často se mě ptají: Musíme se fotografii učit? Myslím si že teď již to není potřeba. Dříve bylo nutné pro tento druh umění doktorát z chemie. Nyní je aparatura dostupná i dětem. | “ |
| — Georgij Pinchasov | |   |

## Práce G. Pinchasova v jiných knihách
- Taneli Escola & Hannu Eerikainen "Toisinnakijat" Helsinky, 1988
- "Die zeitgenossische Photographie in der Sowjetunion" Stemmle Edition, 1988
- «Tokio DNES», Japonsko, 1996